# Aeroportul Internațional Ted Stevens Anchorage
Aeroportul Internațional Ted Stevens Anchorage (IATA: ANC, ICAO: PANC, FAA LID: ANC) este un aeroport din Anchorage, Greater Anchorage Area Borough⁠(d), Alaska, Statele Unite ale Americii ce deservește zona Anchorage. Aeroportul a fost tranzitat în 2023 de 5.078.000 de pasageri. A fost deschis în 1951 și numit după Ted Stevens⁠(d).
Situat la o altitudine de 46 m, aeroportul dispune de 3 piste. Este operat de Alaska Department of Transportation & Public Facilities⁠(d).

## Infrastructură

### Piste
Eroare Lua în Modul:Runway la linia 21: attempt to concatenate local 'surface' (a nil value)